# Ida Krinner
Ida Krinner (* 9. November 1926 in Malchesing; † 27. Mai 2001 in Geiselhöring) war eine deutsche Politikerin (CSU).
Krinner erreichte an der Volksschule die mittlere Reife. 1948 heiratete sie in den landwirtschaftlichen Betrieb Krinner ein. Sie machte die Meisterprüfung in der ländlichen Hauswirtschaft und war BBV-Orts- und Kreisbäuerin sowie Bezirksbäuerin, Ehrenbezirksbäuerin des BBV-Bezirksverbands Niederbayern, Landesbäuerin und schließlich Ehrenlandesbäuerin des BBV. Ferner war sie stellvertretende Vorsitzende des Kuratoriums der Dorfhelferinnen in Bayern und Vizepräsidentin des Deutschen Landfrauenverbands.
Krinner wurde 1965 Kreisrätin im Landkreis Mallersdorf. Sie war Vorsitzende der Landvolkhochschule Niederalteich, Mitglied des Landeskatholikenrats in Bayern, stellvertretendes Mitglied im Landesseniorenrat und ordentliches Mitglied im Stiftungsrat der Bayerischen Landesstiftung. Von 1970 bis 1986 saß sie im Bayerischen Landtag, von 1988 bis 1995 für die Gruppe Land- und Forstwirtschaft im Bayerischen Senat.

## Ehrungen
- 1978: Verdienstkreuz am Bande der Bundesrepublik Deutschland
- 1983: Verdienstkreuz 1. Klasse der Bundesrepublik Deutschland

## Veröffentlichung
- Die bessere Hälfte des Bayerischen Bauernverbandes, in: Bayerischer Bauernkalender 1995, S. 107–111